# Administratorzy Uzbekistanu
Administratorzy Uzbekistanu – administratorzy apostolskiej administratury Uzbekistanu.

## Administratorzy

### Administratorzy apostolscy
| Lata urzędowania | Biskup/Ksiądz | Biskup/Ksiądz             | Uwagi                      |
| ---------------- | ------------- | ------------------------- | -------------------------- |
| 1997–2005        |               | Krzysztof Kukułka OFMConv | superior misji „sui iuris” |
| od 2005          |               | Jerzy Maculewicz OFMConv  |                            |